# 達倫·麥克格雷格
達倫·麥克格雷格（英語：Darren McGregor；1985年8月7日—）是一位蘇格蘭足球運動員。在場上的位置是後衛。他現在效力於蘇格蘭足球冠軍聯賽球隊格拉斯哥流浪者足球俱樂部。他之前曾效力於聖米倫足球俱樂部。

## 外部連結
- 足球数据库：達倫·麥克格雷格的球员统计数据